# Glossolàlia
La glossolàlia (en grec clàssic γλωσσολαλία) és una activitat o pràctica en què la gent pronuncia paraules o sons semblants a la parla, sovint preses com a llengües desconegudes pel parlant, que consisteix en la invenció de paraules adjudicant-los un significat. Una definició utilitzada pels lingüistes és que consisteix en la vocalització fluida de síl·labes semblants a la parla, però que no tenen cap significat fàcil d'entendre. En medicina s'entén el terme com una malaltia que afecta el llenguatge.
L'origen de la pràctica és religiós i es considera un fenomen induït per una divinitat. La glossolàlia és molt freqüent entre membres de certs corrents religiosos cristians com el pentecostalisme protestant i el moviment carismàtic catòlic, tot i que també es practica en altres religions.
De vegades es fa una distinció entre "glosolàlia" i "xenolàlia" o "xenoglòssia", que es relaciona específicament amb la creença que la llengua que es parla és un idioma natural desconegut prèviament pel parlant.

## Etimologia
Glossolalia és un manlleu del grec clàssic γλωσσολαλία, que és un compost de γλῶσσα, glossa, que significa "llengua" o "idioma" i λαλέω laleō, "parlar" o "fer un so".
L'expressió grega (en diverses formes) apareix al Nou Testament als Fets dels Apòstols i a la Primera carta als Corintis. Als Fets, els seguidors de Crist reben l'Esperit Sant i parlen en les llengües d'almenys quinze països o grups ètnics.